# 鄧元謹

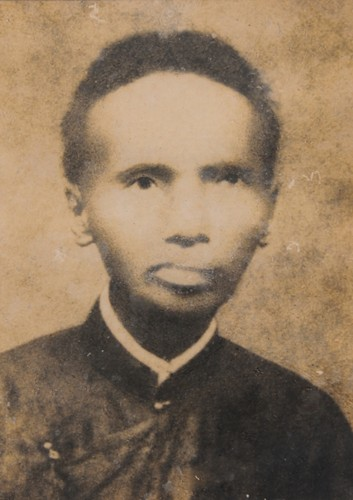
邓元谨

鄧元謹（越南语：／，1867年—1923年），原名鄧台訒（越南语：／），號台山（越南语：／），又號三台（越南语：／），越南阮朝官員、革命志士。

## 生平
鄧元謹是乂安省英山府清漳縣碧潮總良田村（今屬乂安省清漳縣清春社）人，舉人鄧諧之子，嗣德二十年（1867年）出生。同慶三年（1888年），參加乂安場鄉試，考中舉人。成泰七年（1895年），鄧元謹會試中格，庭試考中副榜。後任河靜、平順督學。
鄧元謹在河靜時，與吳德繼等人認識了潘佩珠。當時潘佩珠正在策劃強㭽到日本留學一事，他也邀請鄧元謹一同前往。成泰十九年（1907年），鄧元謹與吳德繼等人在榮市成立朝陽商館，為東京義塾籌備物資。然而，僅過半年時間，殖民政府便強行封掉了商館，並將鄧元謹從河靜調至平順擔任督學。維新二年（1908年），中圻發生抗稅民變，鄧元謹因支持民變而被殖民政府流放至崑崙島。
啟定六年（1921年），阮廷在殖民政府授意下，特赦一批崑崙囚犯，鄧元謹與黃叔沆、吳德繼等人因此被釋放。啟定八年（1923年），鄧元謹去世，壽五十七歲。

## 子女
子鄧梅是教育家、作家。